# Staf (organisatie)
Een staf is de groep medewerkers die de leidinggevende van een organisatie bijstaan als raadgever en helper. 
In een eenvoudig gestructureerde lijnorganisatie wordt de staf onderscheiden van de lijn. De lijn is het geheel van de medewerkers die de uitvoerende onderdelen van de lijnorganisatie leiden.
Taken van de stafmedewerkers in een bedrijfsorganisatie zijn onder meer Onderzoek & Ontwikkeling, marketing  en personeelsbeleid.
Een militaire staf is een groep personen die de commandant van een militaire eenheid bijstaan als raadgever in alle domeinen van de bevelvoering. Taken van de stafmedewerkers in een krijgsmacht en haar onderdelen zijn dezelfde als deze in een bedrijfsorganisatie, maar dragen andere namen: inlichtingen, operaties, strategie, tactiek, personeelsbeleid en logistiek. 
De militaire staf wordt vaak ondergebracht in een stafeenheid. De stafeenheid voorziet in de praktische behoeften van de staf. 
De opperste militaire leiding wordt veelal de Generale Staf genoemd.
In de Verenigde Staten en bij uitbreiding ook in Europa wordt de term "staf" vaak ook gebruikt om de staf en stafeenheid in hun geheel aan te duiden. In een organisatie kan licht een tegenstelling ontstaan tussen lijn en "staf" in die betekenis. In tijden van voorspoed bestaat de neiging de staf en stafeenheid uit te breiden, bij dalende resultaten op de staf en stafeenheid te bezuinigen. Bij wijze van bezuiniging worden dan niet – essentiële taken van de staf en ondersteunende taken van de stafeenheid uitbesteed. Zo hebben veel grote ondernemingen de organisatie interne controle uitbesteed aan een accountantskantoor.